# Auge des Re
Das Auge des Re (auch Auge des Aton, östliches Auge) symbolisierte im Alten Ägypten die Sonnenscheibe der Sonnengötter, beispielsweise von Re (geschrieben auch Ra), Amun-Re, Re-Harachte und Aton. Die zugehörige Hieroglyphe zeigt das Horusauge ikonografisch gespiegelt: Aus Sicht des Anblickenden als linkes Auge; aus Sicht des Sonnengottes jedoch das rechte Auge.

## Mythos vom Sonnenauge

### Inhalt
Der Text liegt in mehreren, teilweise abweichenden Fassungen sowie in griechischen Übersetzungen vor. Die Rahmenhandlung ist eingebettet in Fabeln, Dialogen und langen philosophisch-theologischen Erörterungen.
Die Papyri berichten über die Trägerin vom Auge des Re, die zudem als „gefährliche Göttin“ tituliert wird. Nach einem Streit mit ihrem Vater Re verließ sie Ägypten und zog bis nach Punt. Mühsame Verhandlungen mit ihr und den übrigen Göttern folgten. Nach der erzielten Übereinkunft trat „die gefährliche Göttin“ gemeinsam mit einem Boten des Weisheitsgottes Thot den Heimweg an.
Im Mythos vom Sonnenauge zeigen sich die unterschiedlichen Seiten der „gefährlichen Göttin“, die zunächst als Katze auftritt, sich dann nach dem Wutanfall in eine Löwin verwandelt und schließlich mit Tanzaufführungen und Musik besänftigt wird. Zu Ehren ihrer Rückkehr nach Ägypten gibt ihr Bruder als Ausrichter der Feierlichkeiten dem neuen alljährlich zu begehenden Ereignis den Namen Bastet-Fest.

### Historischer Bezug
Grundlage der Erzählung ist der sich jährlich wiederholende Zyklus von Sirius, der mit der Göttin Sopdet gleichgesetzt ist. Nach den Vorstellungen der Ägypter zog die Göttin Sopdet für die Dauer der Unsichtbarkeit am Himmel in die Fremde nach Südosten. Während der siebzigtägigen Abwesenheit erwartete das Volk ungeduldig ihre Rückkehr.
Am Tag ihrer Ankunft in Ägypten erfolgte zeitgleich der heliakische Aufgang von Sirius, der im dritten Jahrtausend v. Chr. die kurze Zeit später eintreffende Nilschwemme signalisierte. Der 1. Achet I galt in diesem Zusammenhang als idealer Jahresbeginn.
Die Priester deuteten den Aufgang in rötlicher Farbe dahingehend, dass Sopdet zornig aus Nubien zurückkehrte und deshalb besänftigt werden musste. Die weitere Erscheinungsweise als „Seuchenbringerin“ und „Vernichterin der Feinde“ galt für alle Trägerinnen vom Auge des Re, weshalb Gleichsetzungen auch mit Sachmet und Bastet vorgenommen wurden. Auffällig ist Memphis als späterer Heimatort von Sopdet, die dort in der memphitischen Form als Sachmet verehrt wurde.

## Mythos von der Himmelskuh
Der Mythos schildert die Wirkung vom „Auge des Re“, das „im Auftrag“ des Gottes Re theoretisch von jeder anderen Gottheit übernommen werden konnte. In der Praxis erfuhren diese Zuweisung zumeist nur die Gemahlinnen oder Töchter des Sonnengottes. Als „Herrin des Himmels“ übernahm beispielsweise „Mut-Hathor“ automatisch die mythologische Funktion „Auge des Re“.

„2 Nachdem er das Königtum bekleidet hatte, 3 als Menschen und Götter (noch) vereint waren, 1 geschah es, dass Re, der von selber entstand und erstrahlte, 5 alt geworden war. 8 Re erkannte die Anschläge, 9 die von den Menschen gegen ihn ersonnen wurden. 11 „Ruft zu mir mein Auge, 12 dazu Schu und Tefnut, 13 Geb und Nut, 14 zusammen mit den Vätern und mit den Müttern, 15 die mit mir waren, als ich mich (noch) im Nun befand. 42 Wisset, die Menschen sind in die Wüste geflohen, 43 denn ihre Herzen sind in Furcht über das, was ich ihnen gesagt habe“. 44 Sie (die Götter) sprachen im Angesicht seiner Majestät (Re): 45 „Lass dein Auge dahinziehen, dass es sie dir bloßstellen wird, 46 die sich verschworen haben als Bösewichter. 47 Es gibt kein Auge, das (deinem) überlegen ist, um sie für dich zu schlagen, 48 möge es herabfahren als Hathor“. 49 Nachdem Hathor die Menschen in der Wüste getötet hatte, sprach Re zu ihr: 51 „Willkommen in Frieden, oh Hathor, 52 die dem Schöpfer geholfen hat, als ich zu ihr gekommen bin.“ 53 Darauf antwortete Hathor: „So wahr du für mich lebst, 54 als ich mich der Menschen bemächtigt habe, 55 war es angenehm für mein Herz“.“

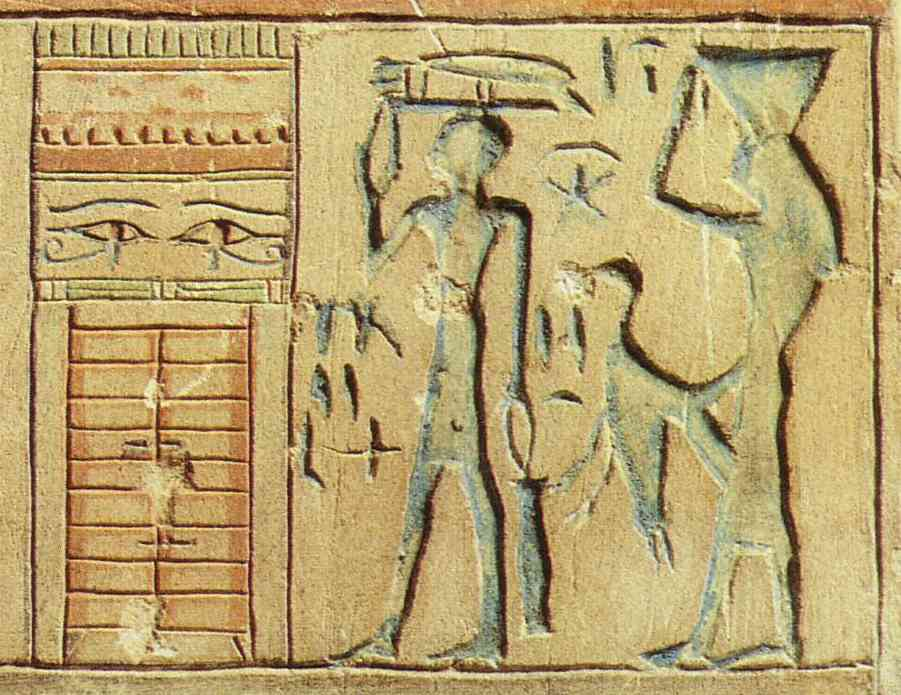
Beide Augen: Links das Auge des Re, rechts das Horusauge

Mit der Erhebung zum „Sonnenauge“ vereinte „Mut-Hathor“ auch die Eigenschaften der Löwengöttin Sachmet in sich und symbolisierte in Löwengestalt als „Auge des Re“ die Uräusschlange des Re. Die Göttin Mut führte schon in der 11. Dynastie den Beinamen Weret Hekau, was „die Zauberreiche“ und „die Uräusschlange“ bezeichnet und ebenfalls auf das Sonnenauge verweist.